# Стандард М-дифенс
Стандард М-дифенс (енгл. Standard M-Defense) је амерички ловачки авион који је производила фирма Стандард (енгл. Standard). Први лет авиона је извршен 1917. године. 

Највећа брзина авиона при хоризонталном лету је износила 156 km/h.
Распон крила авиона је био 7,31 метара, а дужина трупа 5,74 метара. Био је наоружан једним митраљезом калибра 7,62 mm.

## Наоружање
| Наоружање авиона: Стандард М-дифенс |      |
| Ватрено (стрељачко) наоружање       |      |
| Топ                                 |      |
| Митраљез                            |      |
| Број и ознака митраљеза             | 1    |
| Калибар                             | 7,62 |
| Бомбардерско наоружање (бомбе)      |      |
| Ракетно наоружање (ракете)          |      |